# Trachea delicata
Trachea delicata là một loài bướm đêm trong họ Noctuidae.